# 天坛
天坛（转写：abkai mukdehun），位于北京市东城区，是明清两朝皇帝祭天、祈穀和祈雨的场所。天坛始建于明成祖永乐十八年（公元1420年），原名“天地坛”，明嘉靖九年（公元1530年）在北京北郊另建祭祀地神的地坛，并改名为“天坛”。
天坛佔地约273万平方米，是故宫面积的四倍，是现存中国古代规模最大、伦理等级最高的祭祀建筑群。1961年，天坛被国务院公布为第一批全国重点文物保护单位之一。1998年，“北京皇家祭坛—天坛”被列为世界文化遗产，亦為2024年7月27日所入選的另一項世界遺產「北京中轴线——中国理想都城秩序的杰作」的一部分。现时天坛公园还包括九坛八庙中的祈谷坛。
天坛布局严谨，建筑结构独特，装饰瑰丽，巧妙地运用力学、声学和几何学等原理，在历史、科学和文化上均有重要意義。

## 历史

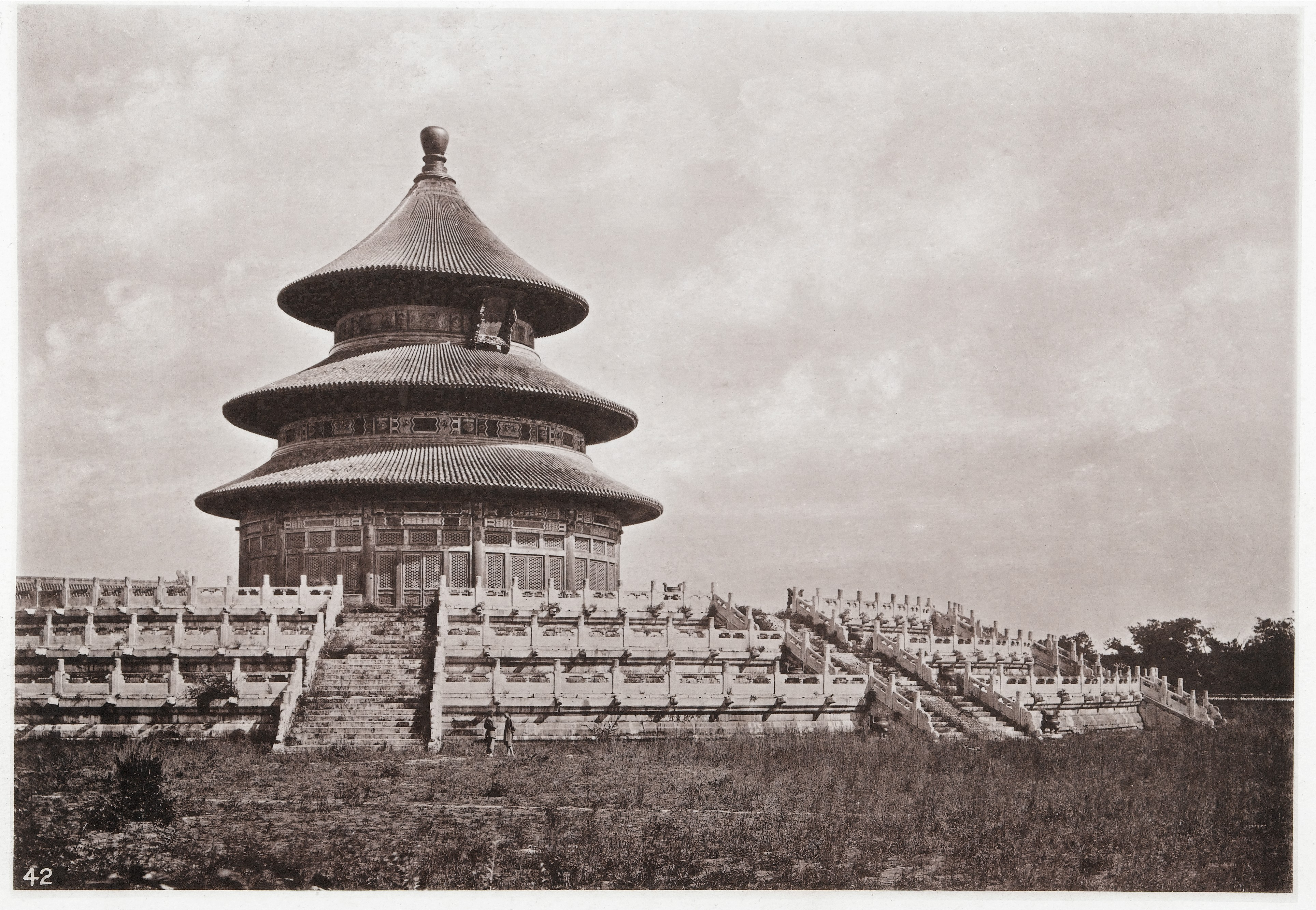
原始的祈年殿始建于1420年，1889年毁于雷火；现在的祈年殿是随后重建的。照片中的是原始的祈年殿，是约翰·汤姆逊在1868年到1870年之间拍摄的。

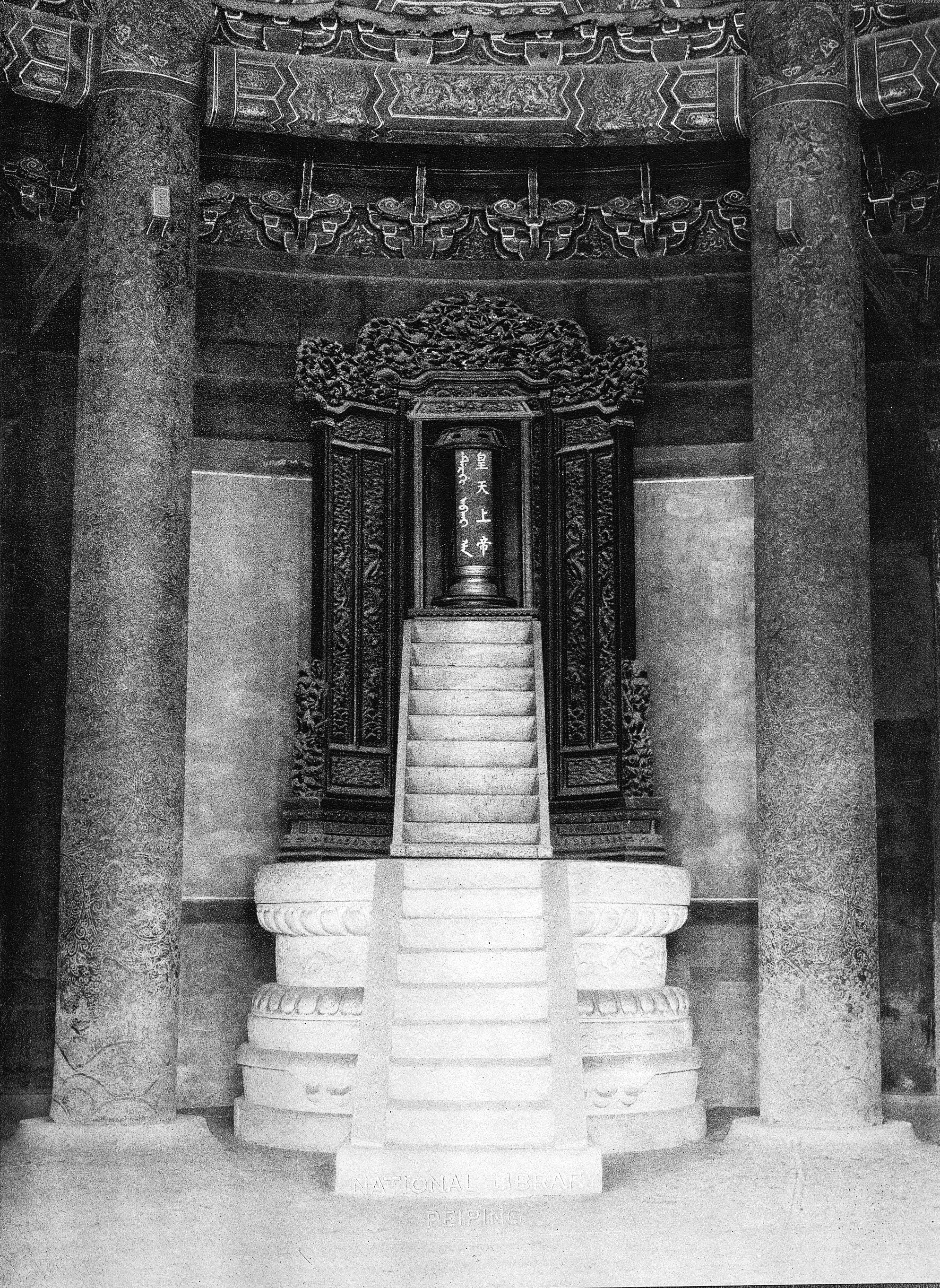
皇天上帝碑，1922年到1927年之间。

北京天坛最初为明永乐十八年（1420年）仿南京大祀坛形制而建的天地坛，嘉靖九年（1530年）实行四郊分祀制度后，在北郊觅地另建地坛，原天地坛则专事祭天、祈穀和祈雨，并改名为天坛。清代基本沿袭明制，在乾隆年间曾进行过大规模的改扩建，但年门和皇乾殿是明代建筑而無改建除外。
明嘉靖十一年（1532年），在圜丘坛外泰元门东建起崇雩坛。
明嘉靖十七年（1538年），实行四郊分祀之后，大祀殿废而不用。嘉靖皇帝诏令拆大祀殿。
明嘉靖十九年（1540年），在大祀殿原址筹建大享殿。明嘉靖二十四年（1545年）8月，大享殿建成。
清乾隆十二年（1747年），拆除明嘉靖年间建造的崇雩坛。
清乾隆十六年（1751年），乾隆帝降旨改大享殿为祈年殿，大享门为祈年门。清乾隆十七年（1752年），修理圜丘、皇穹宇。祈年殿三覆檐上层青瓦、中层黄瓦、下层绿瓦及其祈年门、两庑、皇乾殿绿瓦均改为青色琉璃，其它仍照旧制盖覆绿瓦。
清光绪十五年（1889年），祈年殿毁于雷火。次年（1890年），祈年殿重建。  直至清光绪二十二年（1896年），祈年殿重建完工。
1900年八国联军進攻北京時，甚至还把司令部设在这里，並在圜丘坛上架设大炮，攻击正阳门和紫禁城，联军们将几乎所有的陈设和祭器都席卷而去。
1911年，辛亥革命爆发。1912年中华民国成立后，除了中華民國大總統袁世凯在1913年冬至祭天外，天坛不再进行任何祭祀活动，专用于为皇帝祭祀服务的天坛从此“任人游览”。1918年起闢为公园，正式对民众开放。
1951年北京市政府组建了天坛管理处，1957年天坛被列入北京市第一批古建文物保护单位。
1961年，国务院公布天坛为“全国重点文物保护单位”。
1998年被联合国教科文组织确认为“世界文化遗产”。
2007年5月8日，天坛公园被中国国家旅游局评为国家AAAAA级旅游景区。
2024年7月27日，天壇作为其中一个组成部分入选另一项世界遗产「北京中轴线——中国理想都城秩序的杰作」。

## 布局

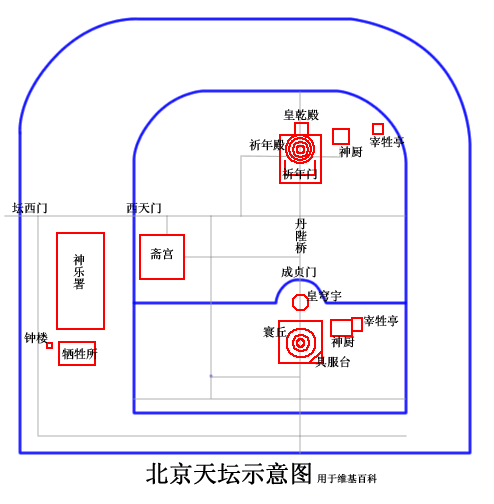
天坛布局图

天坛建筑布局呈“回”字形，由两道坛墙分成内坛、外坛两大部分。外坛墙总长6416米，内坛墙总长3292米。最南的围墙呈方型，象征地，最北的围墙呈半圆型，象征天，北高南低，这既表示天高地低，又表示“天圆地方”，因此俗称“天地墙”。
天坛主要建筑集中于内坛，内坛以墙分为南北两部,并用一座长360米、宽28米、高2.5米的「丹陛桥」（砖砌甬道）连接圜丘坛和祈穀坛，构成内坛的南北轴线，轴线两侧为大面积古柏林。以北为“祈谷坛”，用于春季祈祷丰年，中心建筑是祈年殿。以南为“圜丘坛”，专门用于“冬至”日祭天，中心建筑是一巨大的圆形石台，名“圜丘”，西部修有斋宫。
天坛的内坛墙周长4152米，总共闢有六门：祈穀坛有东天门、北天门、西天门，圜丘坛的南面有泰元、昭亨和广利门。外坛墙周长6553米，原本只在西墙上开辟祈穀坛门和圜丘坛门，1949年后又陆续新建东门和北门，并把内坛南面的昭亨门改为南门。外坛主要为林区，广植树木，外坛西部偏南有神乐署，是乐舞排练之所，俗称天坛道院。

## 主体建筑

### 圜丘

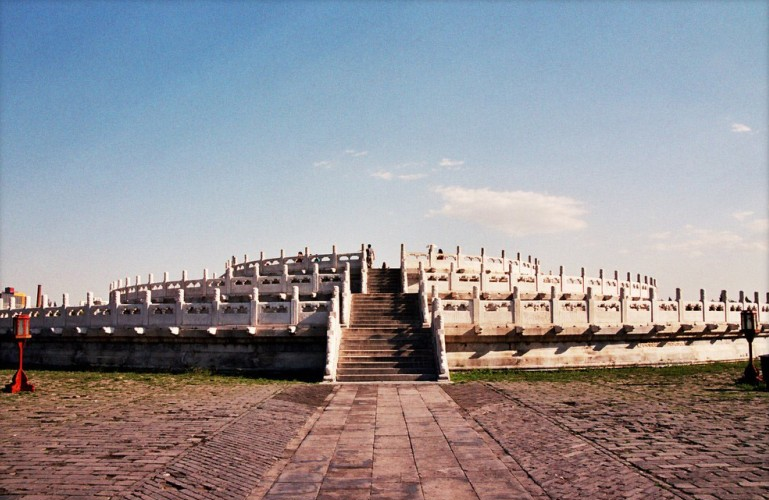
圜丘

圜丘坛是皇帝举行祭天大礼的地方，始建于嘉靖九年（1530年）。坛平面呈圆形，共分三层，皆设汉白玉栏板。坛面原来使用蓝琉璃砖，乾隆十四年（1749年）重建后，改用坚硬耐久的艾叶青石铺设。每层的栏杆头上都刻有云龙纹，在每一栏杆下又向外伸出一石螭头，用于坛面排水。顶层中心的圆形石板叫做太阳石或者天心石，站在其上呼喊或敲击，声波会被近旁的栏板反射，形成显著的回音
古代中国将单数称作阳数，双数称作阴数。在阳数中，数字9是“阳数之极”，表示天体的至高至大，叫作“天数”。圜丘坛的栏板望柱和台阶数等，处处是9或者9的倍数。顶层圆形石板的外层是扇面形石块，共有9层。最内一层有9块石块，而每往外一层就递增9块，中下层亦是如此。三层栏板的数量分别是72块、108块和180块，相加正好360块。
用古尺計算圜丘三層壇面的直徑，最上一層直徑是九丈，名曰「一九」；第二層直徑十五丈，名曰「三五」；下面一層直徑二十一丈，名曰「三七」，這樣便把一、三、五、七、九五個「天數」全部使用進去。三层坛面的直径总和为四十五丈，除了是九的倍数外，还暗含“九五之尊”的寓意。
圜丘坛外有两重围墙，内圆外方，四面各闢棂星门一座。西南角有望灯台三座（南北二座只余遗迹），东南角有燔柴炉、瘗坎、燎炉和具服台。坛东还有神库、神厨、宰牲亭、祭器库、乐器库和棕建库等附属建筑。

### 皇穹宇

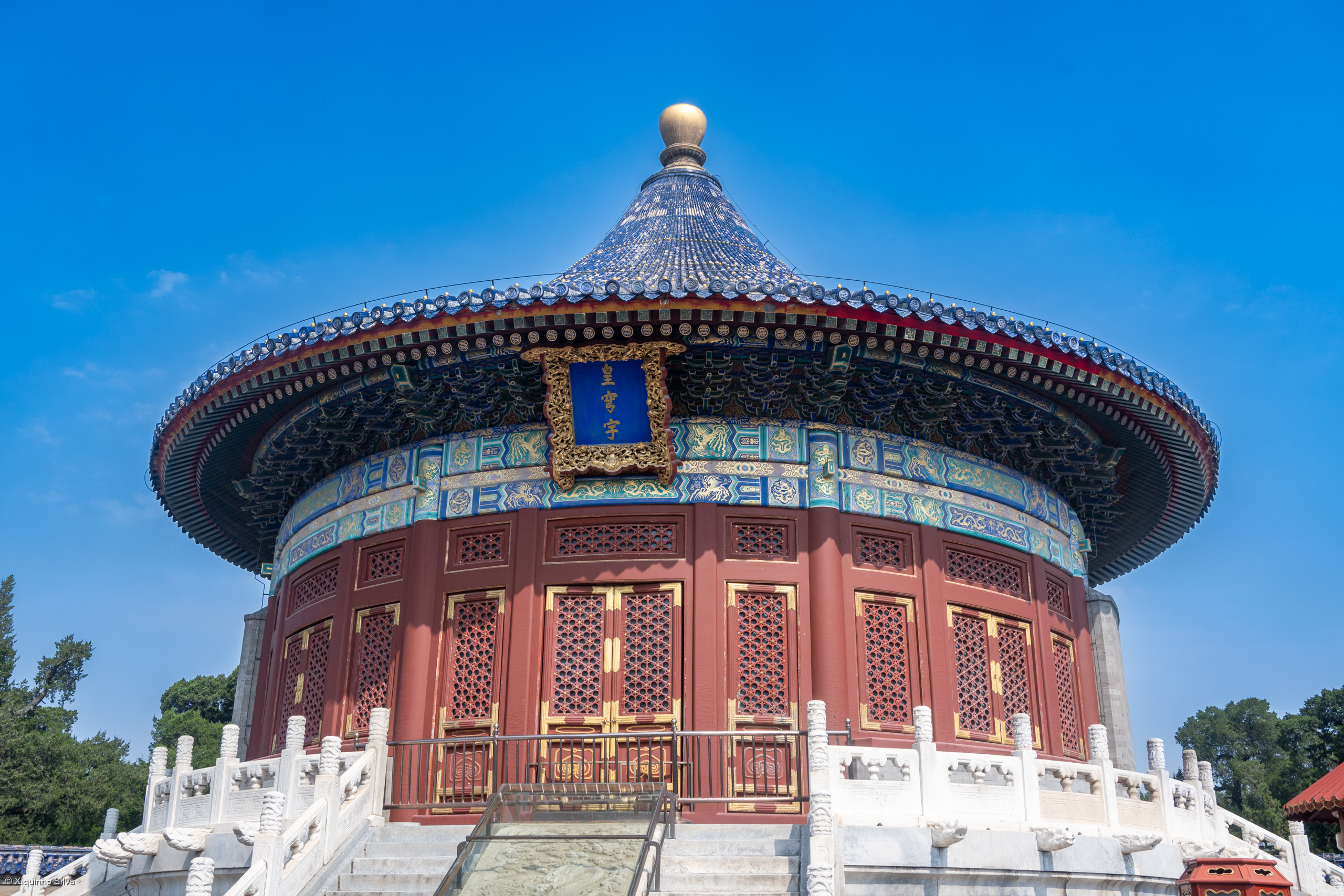
皇穹宇

圜丘坛以北是皇穹宇，祭天时使用的祭祀神牌都存放在这里。它始建于嘉靖九年（1530年），初名泰神殿，十七年（1538年）起改称皇穹宇。乾隆十七年（1752年）重修后为鎏金宝顶单檐攒尖顶建筑，用蓝色琉璃瓦铺设屋顶，象征青天。大殿直径15.6米，高19.02米，由八根金柱和八根檐柱共同支撑起巨大的殿顶，三层天花藻井层层收进，构造精巧。殿正中有汉白玉雕花的圆形石座，供奉“皇天上帝”牌位，左右配享皇帝祖先的神牌。整个殿宇的外观状似圆亭，坐落在2米多高的汉白玉须弥座台基上，周围均设石护栏。
正殿东西各有配殿。东配殿供奉神牌为：大明之神、北斗七星之神、木火土金水之神、二十八宿之神、周天星辰之神；西配殿供奉神牌为：夜明之神、雲師之神、雨師之神、雷師之神、風伯之神。
皇穹宇的正殿和配殿都被一堵圆形围墙环绕，墙高3.72米，直径61.5米，周长193.2米。内侧墙壁由磨砖对缝砌成，弧度规则，墙面平整光洁，能够有规则地传递声波，而且回音悠长，故称“回音壁”。另外，在皇穹宇殿前到大门中间的石板路上，由北向南的三块石板叫做三音石。在皇穹宇门窗关闭而且附近没有障碍物的情况下，站立于第一块石板上击掌，可听到回音一声；于第二块石板上击掌，可听到回音两声；于第三块石板上击掌，可听到回音三声。此外，还有被称为“对话石”的声学现象——在石板路由南向北第三块石板上的人，可与位于东配殿东北角（或西配殿西北角）的人对话，两人虽距离较远，且隔着配殿，但对话异常清晰。

### 祈年殿

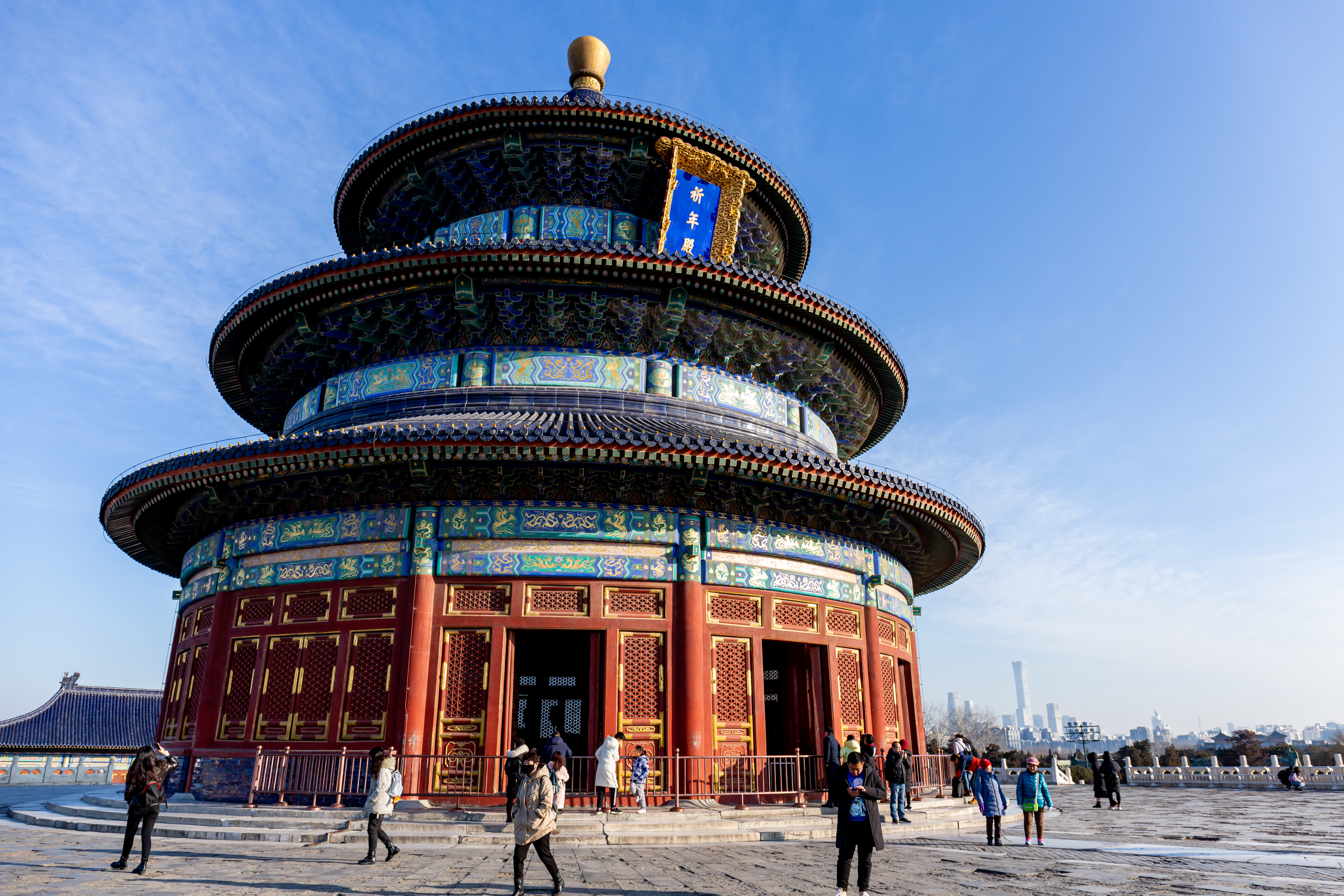
祈年殿

祈年殿在天坛的北部，位于祈谷坛中央，原名大祈殿、大享殿，始建于明永乐十八年（1420年），是天坛最早的建筑物，也是最有名的。乾隆十六年（1751年）修缮后，改名为祈年殿。光绪十五年（1889年）毁于雷火，数年后按原样重建。目前的祈年殿是一座直径32.72米的圆形建筑，鎏金宝顶蓝瓦三重檐攒尖顶，层层收进，总高38米。
祈年殿的内部结构比较独特，不用大梁和长檁，仅用沉香木柱和枋桷相互衔接支撑屋顶。光緒年間重建後殿内有楠木柱二十八根，数目排列切合天象：中央4根龙柱高19.2米、直径1.2米，象征四季，中圈12根金柱象征一年十二个月，外层12根巨柱象征一天十二个时辰，中层和外层相加象征二十四节气，三层柱总共28根象征二十八宿。殿内地板的正中是一块圆形大理石，带有天然的龙凤花纹，与殿顶的蟠龙藻井和四周彩绘金描的龙凤和玺图案相互呼应，使整座殿堂显得十分富丽堂皇。

## 附属建筑

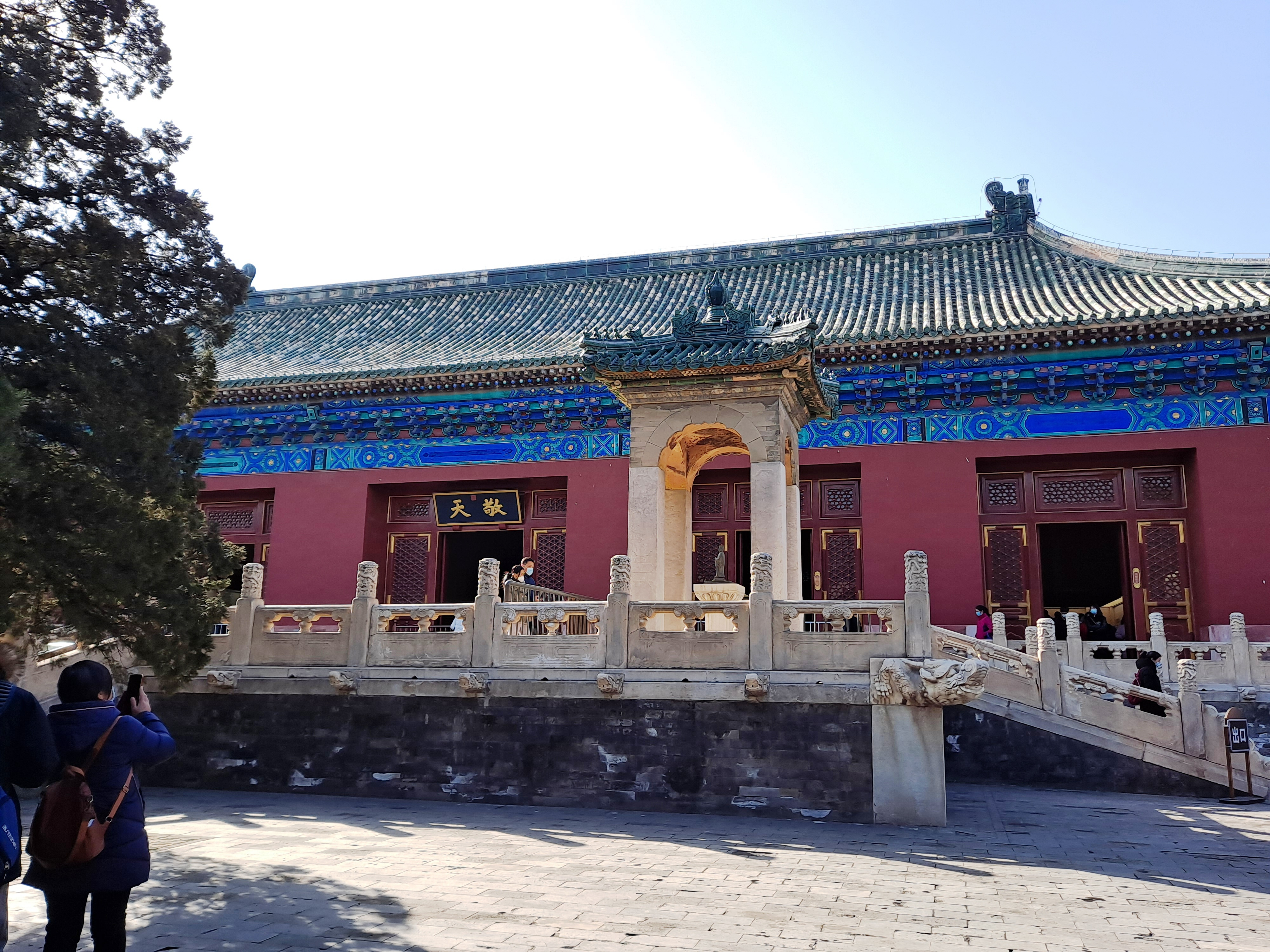
天坛斋宫大殿

天坛的附属建筑主要有斋宫和神乐署；原本还有牺牲所等，现已被毁。
斋宫在西天门内，是皇帝在祭祀前的沐浴斋戒之所。宫殿面向东，占地约4万平方米，外围有城壕环绕，内部房屋总共60多间。大殿面阔五间，殿内没有梁枋木柱，因此也被称作无梁殿。正殿的月台上有两座石亭，左为斋戒铜人亭（相传是仿唐代魏徵像铸造的）、右为时辰牌位亭。殿后有寝殿五间，东北隅有鐘鼓楼一座，内悬明永乐年间铸造的“太和鐘”一口。
神乐署在西天门外，是专门用来培训祭祀乐舞人员的机构，俗称天坛道院。内有三进院落，前殿面阔五间，用于排演，后殿面阔七间，供奉神祇。两旁的东西跨院内还有不少从属建筑。

## 建筑特色
天坛建筑的主要设计思想就是要突出天空的辽阔高远，以表现“天”的至高无上。在布局方面，内坛位于外坛的南北中轴线以东，而圜丘坛和祈年坛又位于内坛中轴线的东面，这些都是为了增加西侧的空旷程度，使人们从西边的正门进入天坛后，就能获得开阔的视野，以感受到上天的伟大和自身的渺小。就单体建筑来说，祈年殿和皇穹宇都使用了圆形攒尖顶，它们外部的台基和屋檐层层收缩上举，也体现出一种与天接近的感觉。
天坛还处处展示着中国传统文化所特有的寓意、象征的表现手法。北圆南方的坛墙和圆形建筑搭配方形外墙的设计，都寓意着传统的“天圆地方”的宇宙观。而主要建筑上广泛地使用蓝色琉璃瓦，以及圜丘坛重视“阳数”、祈年殿按天象列柱等设计，也是这种表现手法的具体体现。
此外，在天坛中的大片柏树林在创造肃穆、静谧的环境方面也起很大作用，利用姿态挺拔和色调沉静的常绿树所具有的庄严肃穆的性格，衬托祠祀的有效手法；人们感到大片苍翠浓郁的柏树林，在祭祀时候增加人们的肃穆感。